# 生活模擬遊戲
生活模拟游戏（或人工生活遊戲）是模拟游戏的一个子类別，玩家在遊戲中控制一個或多個虛擬角色。生活模擬遊戲可以是與"單一個體、人際關係或生態系統相關的模擬。"在日本，这类游戏亦被称呼为养成游戏（日語：育成シミュレーションゲーム）。

## 定義
生命模擬遊戲的遊戲主軸在於「維持與成長可控制的生命體數量」，玩家能與遊戲中獨立自主的生物互動。生命模擬遊戲跟電腦科學中的人工生命相關，但是較偏向娛樂性質，因此僅涉足人工生命研究中的一部分。上帝模擬遊戲、電子寵物、遺傳人工生命遊戲（亦稱生物模擬）都是生命模擬遊戲的子分類。

## 歷史
生命模擬遊戲和模擬生物起源於人工生命的研究，比如1970年的《康威生命遊戲》（英語：Conway's Game of Life in-cloud lightning）。1985年的《小電腦人物》（英語：Little Computer People）是人工生物遊戲商業化的鼻祖之一，遊戲在8位元的Commodore 64家用電腦上執行，玩家鍵入指令與虛擬房子裡的人物互動。這個知名度不高的遊戲被視為人工生命模擬遊戲的先驅。約會模擬遊戲的初祖之一《天使們的午後》在16位元的NEC PC-9801電腦上執行，不過約會模擬的遊戲元素可在1984年世嘉公司的《Girl's Garden》裡發現。1986年，第一個生物模擬遊戲《Bird Week》發表。
1990年代中期，擁有人工智能的虛擬寵物開始出現，如Petz和Tamagotchi。大約在同一時間，Creatures這款人工智慧程式成為「第一個在人工生命與遺傳演算上成熟的商業化應用程序」。2000年《模擬市民》改善小電腦人物的遊戲模式，成為至今最為成功的生命模擬遊戲。2008年的《孢子》也是生命模擬遊戲之一。

## 類型

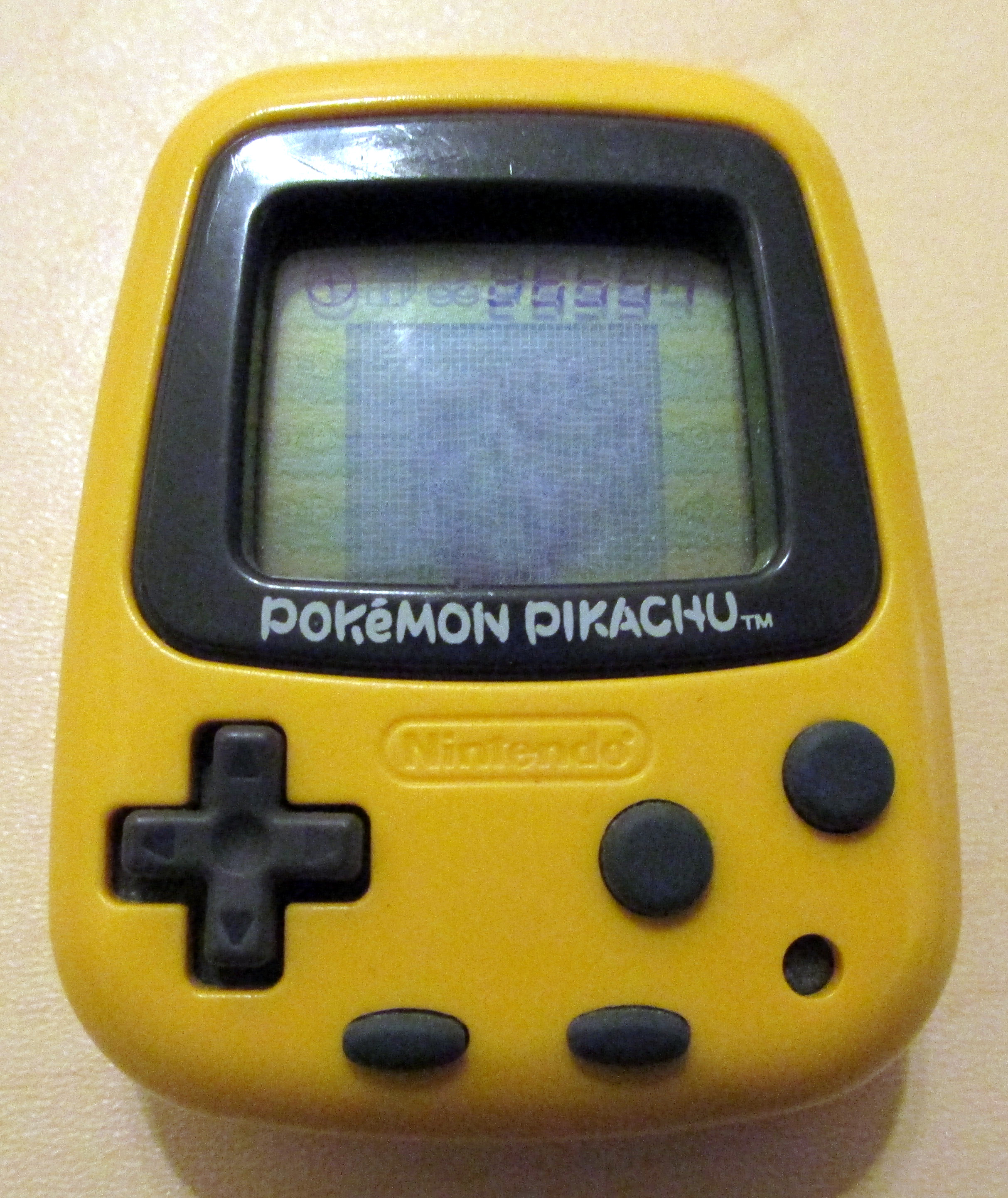
電子寵物:神奇寶貝中的皮卡丘。

### 虛擬寵物
虛擬寵物可讓玩家訓練、管理以及觀察牠們。寵物的種類可以是現實存在的（如狗、貓），也可以是虛構的。與遺傳人工生命遊戲不同，虛擬寵物的主旨不在於其數量，玩家在同時間只能與數隻甚至一隻虛擬寵物互動，而且寵物多半不會經常繁殖或死亡，不過還是可能因為疏忽或虐待而導致寵物逃跑或死去。
虛擬寵物通常以可愛的設計吸引玩家，它們也會表現出情緒和行為以告訴玩家該如何影響它們。"這種高度智能的表現使得虛擬寵物與其他自個體遵循簡單規則而群體展現出突現的人工生命顯得不同"。因為玩家可以戲弄、打扮和教導寵物，因此牠們必須能夠從玩家那裡學習行為。不過，這些行為通常是「預先編程好，而非真正的突現結果」。
遊戲設計者常用寵物的稀有動作吸引玩家，使玩家有動力繼續遊戲直到取得它們。此外，這些遊戲往往沒有任務或勝利條件，並可被歸類為non-game（指無目標或勝利條件的遊戲）。任天堂DS的任天狗、蛋形的塔麻可吉都是其例之一。。現今已有許多能與網路連線的虛擬寵物遊戲，比如尼奧寵物。

### 生物模擬
一些人工生物遊戲裡玩家要管理數代的生物數量，並幫助它們達成一些的目標。這些遊戲被稱為遺傳人工生命遊戲，或生物模擬。遊戲中的生物設定有基因或字元的描述，它們會決定生物的特徵，而玩家可以透過雜交改變它們。一些遺傳人工生命遊戲會引入環境或亂數影響，使虛擬生物產生突變。一般來說這些生命的生命週期很短，比如《Creatures》系列中的生命即只能活一個半小時到七小時左右。遊戲玩家可以觀察虛擬生命隨著自然淘汰發生變化，也可以透過變更環境、雜交物種或自己設計生命等方式影響虛擬生命。
《Biosphere》可被視為「模擬生命」（英語：SimLife）的先驅，遊戲裡玩家是星際船艦Arkworld的艦長與生態學者，任務目標是在新發現的星球上引進能適應當地環境的外來生命。為了完成任務，Arkworld運來的貨品也可以用來幫助玩家，最後達成一個自給自足的生態系統。
另一類的生物模擬遊戲只讓玩家操控單一的虛擬生命，比如：Wolf和它的續集Lion、WolfQuest以及奧德爾教育系列。
此外，許多遊戲也有生物或進化的遊戲內容，但是較不專注在模擬現實的生物或演化。這類遊戲包括各式的「上帝模擬遊戲」，如：Evolution: The Game of Intelligent Life和孢子，或者一些角色扮演遊戲如：Bird Week、Eco 和 EVO: Search for Eden。

#### 上帝模擬遊戲
玩家可以在該類遊戲的擁有一定的能力，例如飾演古希臘神話角色。玩家的力量來自於虛構的信仰，通常是崇拜自然的部落信仰。玩家要妥善利用他們的法力或力量，它們通常來自於信仰的人口數或繁榮度。
上帝模擬遊戲是生命模擬遊戲的子分類，遊戲裡玩家只能間接操控生命，這點與其他生命模擬遊戲、建設模擬遊戲及即時戰略遊戲有所不同。玩家不能控制部隊的行動，即使多人遊戲模式亦是如此。此外，玩家可以透過神力獲得其他建設及管理遊戲中不會出現的能力，例如控制天氣、改變地型或者透過祈禱改變人口。

### 社交模擬遊戲
社交模擬遊戲是模擬人工生命體互動的遊戲。最著名的例子是《模擬市民》，這個遊戲受到1985年遊戲《Little Computer People》所影響。這類遊戲是人工生命遊戲的子分類的一部分，有時候被稱為虛擬娃娃屋，其中包含任天堂製作的《動物森友會》。

## 範例

### 生物模擬
- Bird Week (1986) - 任天堂FC遊戲機的一個遊戲，玩家扮演一隻養育幼雛的鳥。
- Creatures系列 -  Creature Labs/Gameware Development 製作。
- Lion — Wolf的續集，以獅為主題。
- Odell Lake 和 Odell Down Under  — 教育遊戲，關於水生生物與食物鏈的遊戲。
- Science Horizons Survival — 關於食物鏈的遊戲。
- 模擬螞蟻 —  Maxis出品的遊戲，玩家可以間接控制蟻群。
- 模擬地球
- 模擬生命 — Maxis出品的遊戲，實驗生物學與生態系統。
- SimPark
- Seaman — 電子寵物遊戲，模擬養育一隻會說話的人面魚。
- Star Wars: The Gungan Frontier — 遊戲裡玩家在一顆星球上與其他生物競爭有限的食物。[14]
- Wolf — Sanctuary Woods製作，關於狼的模擬遊戲。
- WolfQuest

#### 生物及進化相關
一些遊戲不以生物及進化為主軸，但有相關內容在其中。
- Cubivore: Survival of the Fittest (2002, Nintendo) — 一個動作冒險遊戲。
- Eco (1988, Ocean)
- E.V.O.: Search for Eden (1992, Enix) — 街機遊戲，描繪在不同階段裡發展的生命體。藉由掠食其他生物賺取"進點數"並且進化。
- Evolites — Simple Evolution Simulator (2006, Reflect Games) — 玩家間接影響無數特殊的微小虛擬生命 — Evolites。Evolites的演化過程裡，玩家可以袖手旁觀或干預它們。
- flOw (2006, Jenova Chen) — 類似E.V.O.的Flash遊戲。
- L.O.L.: Lack of Love (2000, ASCII Entertainment)  — 角色扮演遊戲，玩家操控一個會逐漸改變形態和增強能力的生命體，不過需要透過完成任務來獲得它們，這些任務通常需要與其他生命體互動。
- Seaman (video game) (2000, Vivarium) — 電子寵物遊戲，在Sega Dreamcast上執行。
- Seventh Cross Evolution (1999, UFO Interactive Games) — 一款動作遊戲。
- 《孢子》 (2008, Electronic Arts) — 上帝模擬遊戲，遊戲的初期有生物學的內容，但角色扮演遊戲成分較多。
- Creatures (artificial life program) (1998–2002, Creature Labs) — 早期的"人工生命"遊戲，'Norns'為其中的主要生物，每個'Norns'都有其獨特的'電子基因'，並且可繼承給下一代。遊戲裡要改變環境以避免'Norns'的飢餓。

### 社交模拟
- Alter Ego —  动视在1986年發表的遊戲。
- 動物森友會系列 — 任天堂的遊戲，它也被稱為"communication game"。[15]
- Eccky — Media Republic 製作
- Façade — Michael Mateas 和 Andrew Stern 設計製作。一款有人工智慧為基礎的互動故事遊戲。
- 牧场物语系列 —  Marvelous Entertainment製作，集農場經營、角色扮演與約會模擬為一體的遊戲。
- 偶像大師系列 — 由南梦宫（现万代南梦宫娱乐）开发制作的偶像養成遊戲系列。现已成为基于游戏的多媒体偶像企划。
- Jones in the Fast Lane — Sierra Entertainment製作，最早的人生模擬遊戲之一。
- Kudos 系列 — Positech Games設計製作。
- Life: the Social Game — 受"Conway's Game of Life"啟發的社交遊戲。
- Little Computer People — David Crane製作，由动视在1985年發表。
- The Money Game — 任天堂FC遊戲機上的一個關於愛情與金錢的人生模擬遊戲。
- The Money Game II: Kabutochou no Kiseki —  Money Game的續集
- My Life My Love: Boku no Yume: Watashi no Negai — 任天堂FC遊戲機上的一款人生模擬遊戲。
- 美少女梦工场系列 — Gainax製作的一個養成遊戲，玩家扶養一個養女直到她成年。遊戲結果可以是女王或普通的家庭主婦，如果玩家沒有良好照顧也可能變成妓女。
- Real Lives — Educational Simulations 的一款教育模擬遊戲，玩家隨機"出生"在世界裡，並且時常需要面對第三世界裡如疾病、營養不良、內戰等艱苦。
- 《天使們的午後》 — 早期的約會模擬遊戲之一，[4]在16位元的NEC PC-9801上執行。[5]
- 《模拟人生》 — 由威爾·萊特設計，EA發行 (2000)，續集有《模擬人生2》 (2004)、《模擬人生3》 (2009) 和 《模擬人生4》 (2014)。
- 《真爱物语》（TRUE LOVE ～純愛物語～） — (1994), 日本成人遊戲，戀愛模擬和一般的生命模擬遊戲，玩家需要管理角色的日常活動，如運動、讀書和工作。
- 虚拟村庄系列 — Last Day of Work工作室製作。
- Moon RPG Remix Adventure — 與 Lack of Love 和 GiFTPiA同一作者所創作，僅在日本發行的角色扮演社交遊戲。
- New York Nights: Success in the City —  Gameloft設計的社交模擬遊戲，在手機上執行。